# Franjo Fritz
Franjo Fritz (Novigrad Podravski, 4. svibnja 1932. – Sveti Ivan Zelina, 21. srpnja 1995.) bio je hrvatski geolog
Rođen je u Novigradu Podravskom kao sin oca Franje i majke Ljubice Fritz. Tamo je pohađao osnovnu školu i stekao osnovnu naobrazbu iz zemljopisa i kemije.
Nakon srednje škole, doktorirao je 1977. godine na Sveučilištu u Zagrebu, nakon čega je sve vrijeme djelovao na Institutu za geološka istraživanja u Zagrebu.
Bavio se hidrogeologijom i geomorfologijom priobalnoga krša, posebno priobalja Jadranskog mora, o čemu je objavio mnogobrojne znanstvene i stručne radove.
Rezultati njegovih istraživanja primijenjeni su u vodoopskrbi, hidroenergetici te u zaštiti voda u kršu. Od 1979. do 1981. obnašao je dužnost predsjednika Hrvatskoga geološkoga društva.

## Vanjske poveznice
- Franjo Fritz Hrvatska tehnička enciklopedija, portal hrvatske tehničke baštine. LZMK